# Pogogyne ziziphoroides
Pogogyne ziziphoroides är en kransblommig växtart som beskrevs av George Bentham. Pogogyne ziziphoroides ingår i släktet Pogogyne och familjen kransblommiga växter. Inga underarter finns listade i Catalogue of Life.